# Тихий Став (Криворізький район)
Ти́хий Став — село в Україні, в Карпівській сільській територіальній громаді Криворізького району Дніпропетровської області. 
Населення — 607 мешканців.

## Географія
Село Тихий Став знаходиться на відстані 1,5 км від села Новоблакитне (Баштанський район) та за 3,5 км від села Олександрія. По селу протікає пересихаючий струмок з загатою

## Історія
У 1923 в селі  організували канадську комуну  «Хлібороб». З 1927 по 1931 в ній працював на  посаді  колективного кущового агронома Криворізької комгоспспілки Іван Тимофійович Коморний (1896-1937)

## Населення

### Мова
Розподіл населення за рідною мовою за даними перепису 2001 року:
| Мова            | Кількість | Відсоток |
| --------------- | --------- | -------- |
| українська      | 574       | 94.56%   |
| російська       | 30        | 4.95%    |
| білоруська      | 2         | 0.33%    |
| інші/не вказали | 1         | 0.16%    |
| Усього          | 607       | 100%     |

## Економіка
- ПП «Сибарит».
- ВО «Діброва».

## Об'єкти соціальної сфери

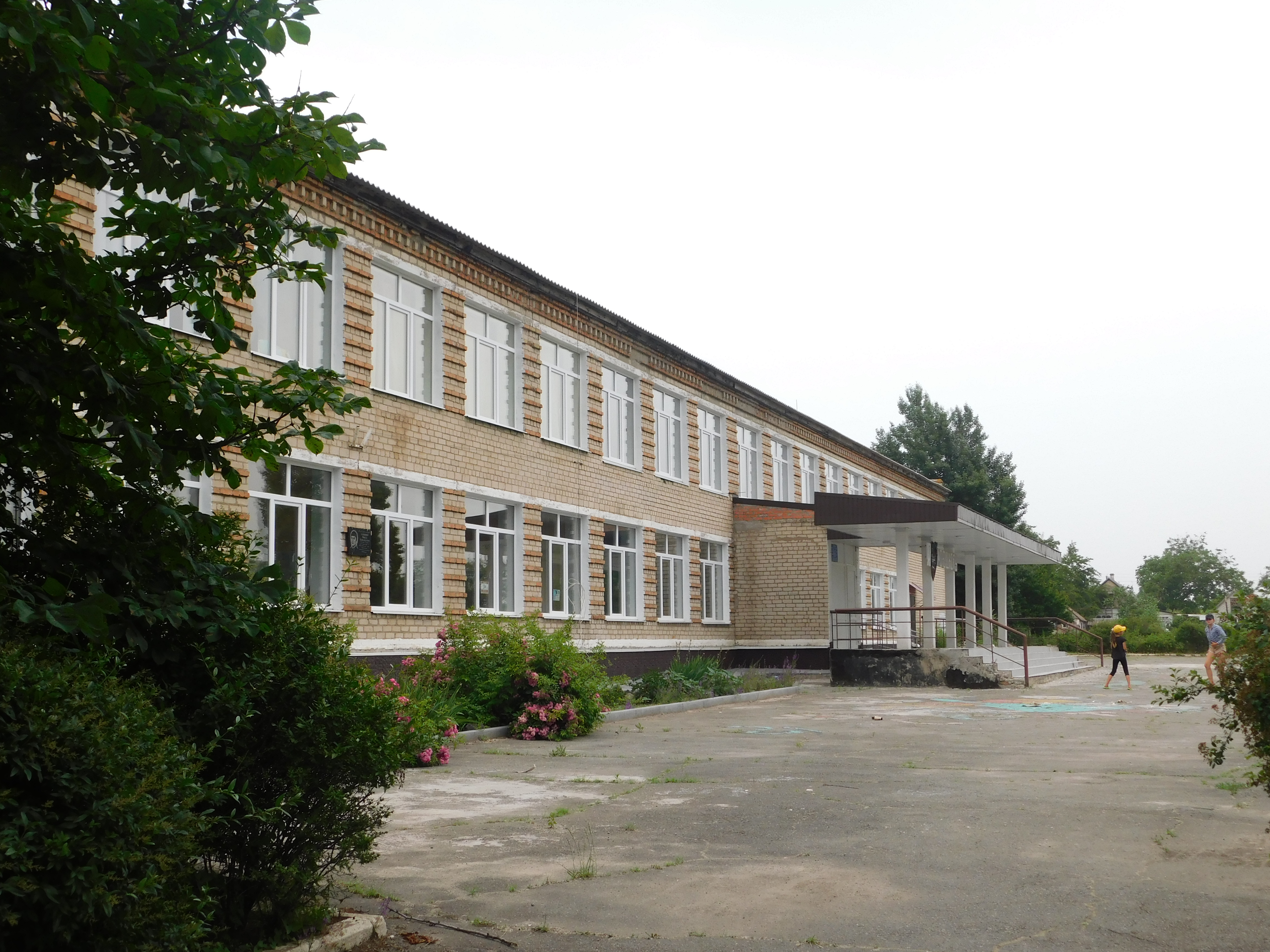
Школа у селі Тихий Став

- Школа I-II ст.
- Дитячий садочок.
- Фельдшерський пункт.
- Будинок культури.

## Інтернет-посилання
- Погода в селі Тихий Став [Архівовано 20 грудня 2011 у Wayback Machine.]

| Україна | Це незавершена стаття з географії України. Ви можете допомогти проєкту, виправивши або дописавши її. |